# Erysimum baeticum
Erysimum baeticum là một loài thực vật có hoa trong họ Cải. Loài này được (Heywood) Polatschek mô tả khoa học đầu tiên năm 1978.